# امیرحسین آرمان
امیرحسین آرمان (زادهٔ ۱۴ آبان ۱۳۶۱) بازیگر سینما، تلویزیون و خواننده اهل ایران است. او برای بازی در مجموعه‌های تلویزیونی پریا (۱۳۹۵) و مانکن (۱۳۹۸) نامزد دریافت جایزه بهترین بازیگر نقش اول مرد از جشن حافظ شده است.
اولین تجربه بازیگری او به‌طور رسمی فیلم سینمایی ازدواج به سبک ایرانی به کارگردانی حسن فتحی در سال ۱۳۸۳ بود. امیرحسین آرمان پس از این تجربه در چندین فیلم سینمایی به ایفای نقش پرداخت که از این بین در سینمایی صد سال به این سال‌ها درخشش خود را بیش از پیش به نمایش گذا‌شت. او با حضور در سریال‌های تلویزیونی کیمیا به کارگردانی جواد افشار و پریا به کارگردانی حسین سهیلی‌زاده بیش از پیش شناخته شد.

## سینما
| سال  | نام فیلم                     | کارگردان            | نقش              | توضیحات‌                                                 |
| ---- | ---------------------------- | ------------------- | ---------------- | ------------------------------------------------------- |
| ۱۴۰۲ | آسمان غرب                    | محمد عسگری          | حسین ادبیان      | اکران در چهل و دومین دوره جشنواره بین‌المللی فیلم فجر    |
| ۱۴۰۲ | بهشت تبهکاران                | مسعود جعفری جوزانی  | حسن جعفری        | اکران در چهل و دومین دوره جشنواره بین‌المللی فیلم فجر    |
| ۱۴۰۱ | بخارست                       | مسعود اطیابی        | عابد عبیدی       | اکران در ۲۴ آبان ۱۴۰۱                                   |
| ۱۴۰۱ | آنها مرا دوست داشتند         | محمدرضا رحمانی      | پدرام سالاروند   | اکران در چهل و یکمین دوره جشنواره بین‌المللی فیلم فجر    |
| ۱۳۹۶ | دشمن زن                      | کریم امینی          | نامزد روشنک      | اکران در ۲۳ خرداد ۱۳۹۷                                  |
| ۱۳۹۵ | نهنگ عنبر ۲: سلکشن رؤیا      | سامان مقدم          | سهیل تبریزیان    | پرفروش‌ترین فیلم سینمای ایران در سال ۱۳۹۶                |
| ۱۳۹۵ | آن‌ها                         | احسان سلطانیان      | امیر             | حضور در اپیزود‌ سوم                                      |
| ۱۳۹۳ | خبر خاصی نیست                | مصطفی شایسته        | محمدرضا زاهدی    | اکران در ۱۶ مهر ۱۳۹۴                                    |
| ۱۳۹۳ | داره صبح می‌شه                | یلدا جبلی           | سامان            | اکران در ۴ مهر ۱۳۹۴                                     |
| ۱۳۹۳ | شیفت شب                      | نیکی کریمی          | فرید هاشم‌زاده    | اکران در ۲۷ آبان ۱۳۹۴                                   |
| ۱۳۹۲ | نازنین                       | مهدی گلستانه        | منصور            | ---                                                     |
| ۱۳۹۱ | بشارت به یک شهروند هزاره سوم | محمدهادی کریمی      | برادر مقتول      | ---                                                     |
| ۱۳۹۱ | ساکن خانه چوبی               | حسینعلی لیالستانی   | فرخ              | اکران نشده                                              |
| ۱۳۹۰ | یه حبه قند                   | رضا میرکریمی        | قاسم             | اکران مؤسسه توسعه سینمایی سوره                          |
| ۱۳۹۰ | دوباره با هم                 | روزبه حیدری         | سعید ابراهیمی    | اکران در سی‌امین دوره جشنواره بین‌المللی فیلم فجر         |
| ۱۳۸۹ | من مادر هستم                 | فریدون جیرانی       | پدرام پنداشته    | اکران ۸ آذر ۱۳۹۱ فیلمیران                               |
| ۱۳۸۹ | برف روی شیروانی داغ          | محمدهادی کریمی      | ماهان            | اکران بنیاد سینمایی فارابی                              |
| ۱۳۸۹ | در امتداد شهر                | علی عطشانی          | حامد             | اکران در ۳۰ آذر ۱۳۹۰                                    |
| ۱۳۸۸ | بیداری رؤیاها                | محمدعلی باشه‌آهنگر   | حمید             | اکران حوزه هنری                                         |
| ۱۳۸۷ | امشب شب مهتابه               | محمدهادی کریمی      | یوسف             | اکران هدایت فیلم                                        |
| ۱۳۸۶ | صد سال به این سال‌ها          | سامان مقدم          | آرش              | توقیفی                                                  |
| ۱۳۸۵ | هدف اصلی                     | قدرت‌الله صلح‌میرزایی | سامان            | اکران در ۷ آذر ۱۳۸۶                                     |
| ۱۳۸۴ | قتل آنلاین                   | مسعود آب‌پرور        | رامین            | اکران در بیست و چهارمین دوره جشنواره بین‌المللی فیلم فجر |
| ۱۳۸۳ | ازدواج به سبک ایرانی         | حسن فتحی            | امیرحسین سرپولکی | اکران در ۱۶ فروردین ۱۳۸۵                                |

## تلویزیون
| سال پخش   | نام مجموعه   | کارگردان          | نقش            |
| --------- | ------------ | ----------------- | -------------- |
| ۱۳۹۶      | مرز خوشبختی  | حسین سهیلی‌زاده    | امیر موحد      |
| ۱۳۹۵      | پریا         | حسین سهیلی‌زاده    | کیوان رنجبر    |
| ۱۳۹۴      | کیمیا        | جواد افشار        | شهریار کامفر   |
| ۱۳۹۳      | زخم          | مسعود آب‌پرور      | مازیار         |
| ۱۳۹۲      | پیدا و پنهان | آرش معیریان       | صالح           |
| ۱۳۹۲      | سرزمین مادری | کمال تبریزی       | حمیدرضا بهادری |
| ۱۳۹۱–۱۳۹۲ | کلاه پهلوی   | سید ضیاءالدین دری | امیر توکلی     |

## نمایش خانگی
| سال پخش | نام سریال | کارگردان           | نقش            |
| ------- | --------- | ------------------ | -------------- |
| ۱۴۰۴    | تاسیان    | تینا پاکروان       | احمدرضا احمدی  |
| ۱۴۰۰    | میدان سرخ | ابراهیم ابراهیمیان | ساعد پاپیره    |
| ۱۳۹۸    | مانکن     | حسین سهیلی‌زاده     | کاوه صوفیان    |
| ۱۳۹۷    | ممنوعه    | امیر پورکیان       | باربد آرمان    |
| ۱۳۹۷    | ۱۳ شمالی  | علیرضا امینی       | امیرحسین آرمان |

## تئاتر
| سال اجرا | نام نمایش              | کارگردان          | نقش  | توضیحات                        |
| -------- | ---------------------- | ----------------- | ---- | ------------------------------ |
| ۱۴۰۳     | کنسرت نمایش کوچه عاشقی | سید جلال‌الدین دری | ایرج | اجرا در کاخ سعدآباد_ایوان عطار |

## خوانندگی
| سال انتشار | نام ترانه         |
| ---------- | ----------------- |
| ۱۳۹۸       | وقتی که با منی    |
| ۱۳۹۶       | ترفند             |
| ۱۳۹۶       | تا تو نگاهم می‌کنی |
| ۱۳۹۵       | خواستنی           |
| ۱۳۹۵       | هرشب              |
| ۱۳۹۴       | آتش               |
| ۱۳۹۱       | مثل یک خواب       |
| ۱۳۸۲       | به سوی تو         |

## جوایز و کاندیدها
| سال  | جایزه                      | رده                    | اثر نامزد شده | نتیجه    |
| ---- | -------------------------- | ---------------------- | ------------- | -------- |
| ۱۳۹۹ | بیستمین دوره جشن حافظ      | بهترین بازیگر مرد درام | مانکن         | نامزدشده |
| ۱۳۹۷ | پنجمین دوره جشن موسیقی ما  | بهترین قطعه پاپ        | ترفند         | نامزدشده |
| ۱۳۹۶ | هفدهمین دوره جشن حافظ      | بهترین بازیگر مرد درام | پریا          | نامزدشده |
| ۱۳۹۶ | چهارمین دوره جشن موسیقی ما | بهترین قطعه پاپ        | خواستنی       | نامزدشده |